# UCI Wereldkalender 2009
De UCI Wereldkalender 2009 was de eerste editie van een nieuwe wereldranglijst in het wegwielrennen en de opvolger van de UCI ProTour. Dit klassement omvat de wedstrijden van de UCI ProTour en de wedstrijden van de historische kalender.
De wedstrijden op de historische kalender zijn: Parijs-Nice, Tirreno-Adriatico, Milaan-San Remo, Parijs-Roubaix, Waalse Pijl, Luik-Bastenaken-Luik, Ronde van Italië, Ronde van Frankrijk, Ronde van Spanje en de Ronde van Lombardije. Ook renners van professionele continentale ploegen krijgen punten voor dit klassement.

## Wedstrijden
| Datum                     | Koers                    | Categorie | Winnaar              | Winnaar                                     | Leider             | Leider           |
| ------------------------- | ------------------------ | --------- | -------------------- | ------------------------------------------- | ------------------ | ---------------- |
| 20-25 januari             | Tour Down Under          | UPT       | Allan Davis          | Quick·Step                                  | Allan Davis        | Quick·Step       |
| 8-15 maart                | Parijs-Nice              | HIS       | Luis León Sánchez    | Caisse d'Epargne                            | Allan Davis        | Quick·Step       |
| 11-17 maart               | Tirreno-Adriatico        | HIS       | Michele Scarponi     | Serramenti PVC Diquigiovanni - Selle Italia | Allan Davis        | Quick·Step       |
| 21 maart                  | Milaan-San Remo          | HIS       | Mark Cavendish       | Team Columbia                               | Allan Davis        | Quick·Step       |
| 5 april                   | Ronde van Vlaanderen     | UPT       | Stijn Devolder       | Quick·Step                                  | Allan Davis        | Quick·Step       |
| 8 april                   | Gent-Wevelgem            | UPT       | Edvald Boasson Hagen | Team Columbia                               | Allan Davis        | Quick·Step       |
| 6-11 april                | Ronde van het Baskenland | UPT       | Alberto Contador     | Astana                                      | Alberto Contador   | Astana           |
| 12 april                  | Parijs-Roubaix           | HIS       | Tom Boonen           | Quick·Step                                  | Heinrich Haussler  | Cervélo          |
| 19 april                  | Amstel Gold Race         | UPT       | Sergej Ivanov        | Katjoesja                                   | Heinrich Haussler  | Cervélo          |
| 22 april                  | Waalse Pijl              | HIS       | Davide Rebellin      | Serramenti PVC Diquigiovanni - Selle Italia | Heinrich Haussler  | Cervélo          |
| 26 april                  | Luik-Bastenaken-Luik     | HIS       | Andy Schleck         | Team Saxo Bank                              | Heinrich Haussler  | Cervélo          |
| 28 april-3 mei            | Ronde van Romandië       | UPT       | Roman Kreuziger      | Liquigas                                    | Heinrich Haussler  | Cervélo          |
| 18-24 mei                 | Ronde van Catalonië      | UPT       | Alejandro Valverde   | Caisse d'Epargne                            | Heinrich Haussler  | Cervélo          |
| 9-31 mei                  | Ronde van Italië         | HIS       | Denis Mensjov        | Rabobank                                    | Denis Mensjov      | Rabobank         |
| 7-14 juni                 | Dauphiné Libéré          | UPT       | Alejandro Valverde   | Caisse d'Epargne                            | Alejandro Valverde | Caisse d'Epargne |
| 13-21 juni                | Ronde van Zwitserland    | UPT       | Fabian Cancellara    | Team Saxo Bank                              | Alejandro Valverde | Caisse d'Epargne |
| 4-26 juli                 | Ronde van Frankrijk      | HIS       | Alberto Contador     | Astana                                      | Alberto Contador   | Astana           |
| 1 augustus                | Clásica San Sebastián    | UPT       | Carlos Barredo       | Quick·Step                                  | Alberto Contador   | Astana           |
| 2-8 augustus              | Ronde van Polen          | UPT       | Alessandro Ballan    | Lampre                                      | Alberto Contador   | Astana           |
| 16 augustus               | Vattenfall Cyclassics    | UPT       | Tyler Farrar         | Team Garmin-Slipstream                      | Alberto Contador   | Astana           |
| 23 augustus               | GP Ouest-France          | UPT       | Simon Gerrans        | Cervélo                                     | Alberto Contador   | Astana           |
| 20-27 augustus            | Eneco Tour               | UPT       | Edvald Boasson Hagen | Team Columbia                               | Alberto Contador   | Astana           |
| 29 augustus- 20 september | Ronde van Spanje         | HIS       | Alejandro Valverde   | Caisse d'Epargne                            | Alberto Contador   | Astana           |
| 27 september              | WK Wielrennen            | WK        | Cadel Evans          | Silence-Lotto                               | Alberto Contador   | Astana           |
| 17 oktober                | Ronde van Lombardije     | HIS       | Philippe Gilbert     | Silence-Lotto                               | Alberto Contador   | Astana           |

## Eindstanden
Voor de eindstanden bij de ploegen en bij de landen worden de resultaten van de beste 5 renners bij elkaar opgeteld.
| #  | Naam                 | Ploeg             | Punten |
| -- | -------------------- | ----------------- | ------ |
| 1  | Alberto Contador     | Astana            | 527    |
| 2  | Alejandro Valverde   | Caisse d'Epargne  | 483    |
| 3  | Samuel Sánchez       | Euskaltel-Euskadi | 357    |
| 4  | Andy Schleck         | Saxo Bank         | 334    |
| 5  | Cadel Evans          | Silence-Lotto     | 333    |
| 6  | Edvald Boasson Hagen | Team Columbia     | 322    |
| 7  | Roman Kreuziger      | Liquigas          | 319    |
| 8  | Mark Cavendish       | Team Columbia     | 304    |
| 9  | Philippe Gilbert     | Silence-Lotto     | 295    |
| 10 | Robert Gesink        | Rabobank          | 266    |

| #  | Ploeg                   | Nationaliteit    | Punten |
| -- | ----------------------- | ---------------- | ------ |
| 1  | Astana                  | Kazachstan       | 1100   |
| 2  | Caisse d'Epargne        | Spanje           | 1048   |
| 3  | Team Columbia-High Road | Verenigde Staten | 957    |
| 4  | Team Saxo Bank          | Denemarken       | 946    |
| 5  | Liquigas                | Italië           | 923    |
| 6  | Silence-Lotto           | België           | 821    |
| 7  | Cervélo                 | Zwitserland      | 804    |
| 8  | Quick·Step              | België           | 760    |
| 9  | Rabobank                | Nederland        | 707    |
| 10 | Katjoesja               | Rusland          | 637    |

| #  | Land             | Punten |
| -- | ---------------- | ------ |
| 1  | Spanje           | 1756   |
| 2  | Italië           | 984    |
| 3  | Australië        | 960    |
| 4  | Duitsland        | 753    |
| 5  | België           | 675    |
| 6  | Rusland          | 660    |
| 7  | Luxemburg        | 563    |
| 8  | Nederland        | 544    |
| 9  | Noorwegen        | 538    |
| 10 | Verenigde Staten | 528    |